# Natural
Natural är det svenska reggaebandet Kalle Baahs andra studioalbum, utgivet 1992. Det är gruppens första album med texter på engelska.

## Låtlista
1. "I Wanna Be the One" - 3:49
2. "Ugly Girls" - 4:35
3. "You Are My Angel" - 4:20
4. "Carry Me" - 4:30
5. "Autumn" - 3:47
6. "Believe This" - 3:31
7. "Turn Me On" - 4:00
8. "Beggarman Story" - 4:37
9. "Natural Baby" - 4:51
10. "The Circle" - 3:36
11. "Earth a Come Burning" - 3:24
12. "Try Another One" - 4:15
13. "I Wanna Be the One-dub" - 3:50
14. "Natural-dub" - 4:29

Spår 13-14 är bonusspår på CD-utgåvan och finns ej med på original-LP:n.